# São Pedro Velho
São Pedro Velho is een plaats (freguesia) in de Portugese gemeente Mirandela en telt 413 inwoners (2001).